# NGC 3185
NGC 3185 is een balkspiraalstelsel in het sterrenbeeld Leeuw. Het hemelobject werd in 1850 ontdekt door Johnstone Stoney, assistent van de Ierse astronoom William Parsons.

## Synoniemen
- UGC 5554
- MCG 4-24-24
- ZWG 123.34
- HCG 44C
- IRAS10148+2156
- PGC 30059